# Cycnia tenera
Cycnia tenera là một loài bướm đêm thuộc phân họ Arctiinae, họ Erebidae.

## Hình ảnh

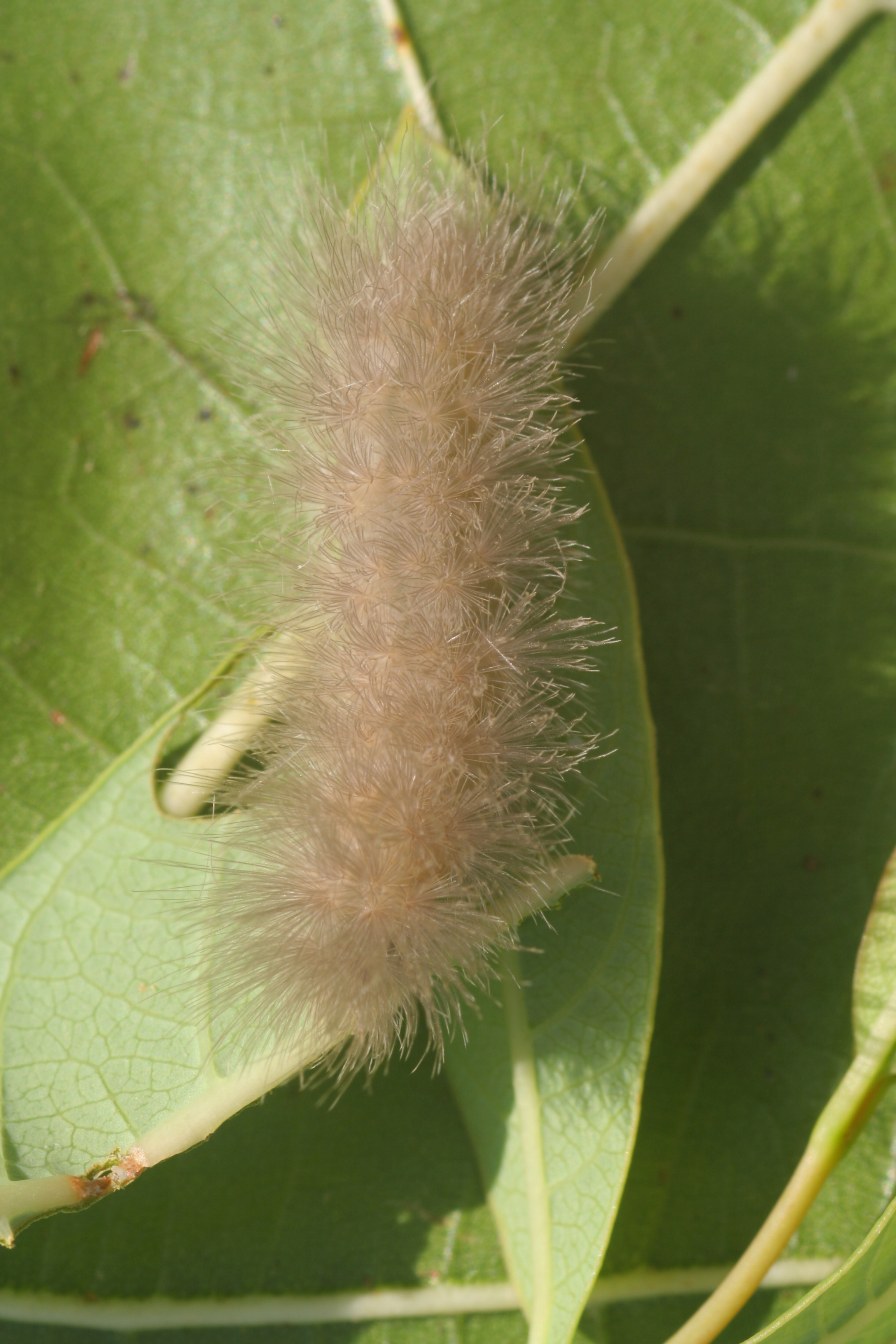
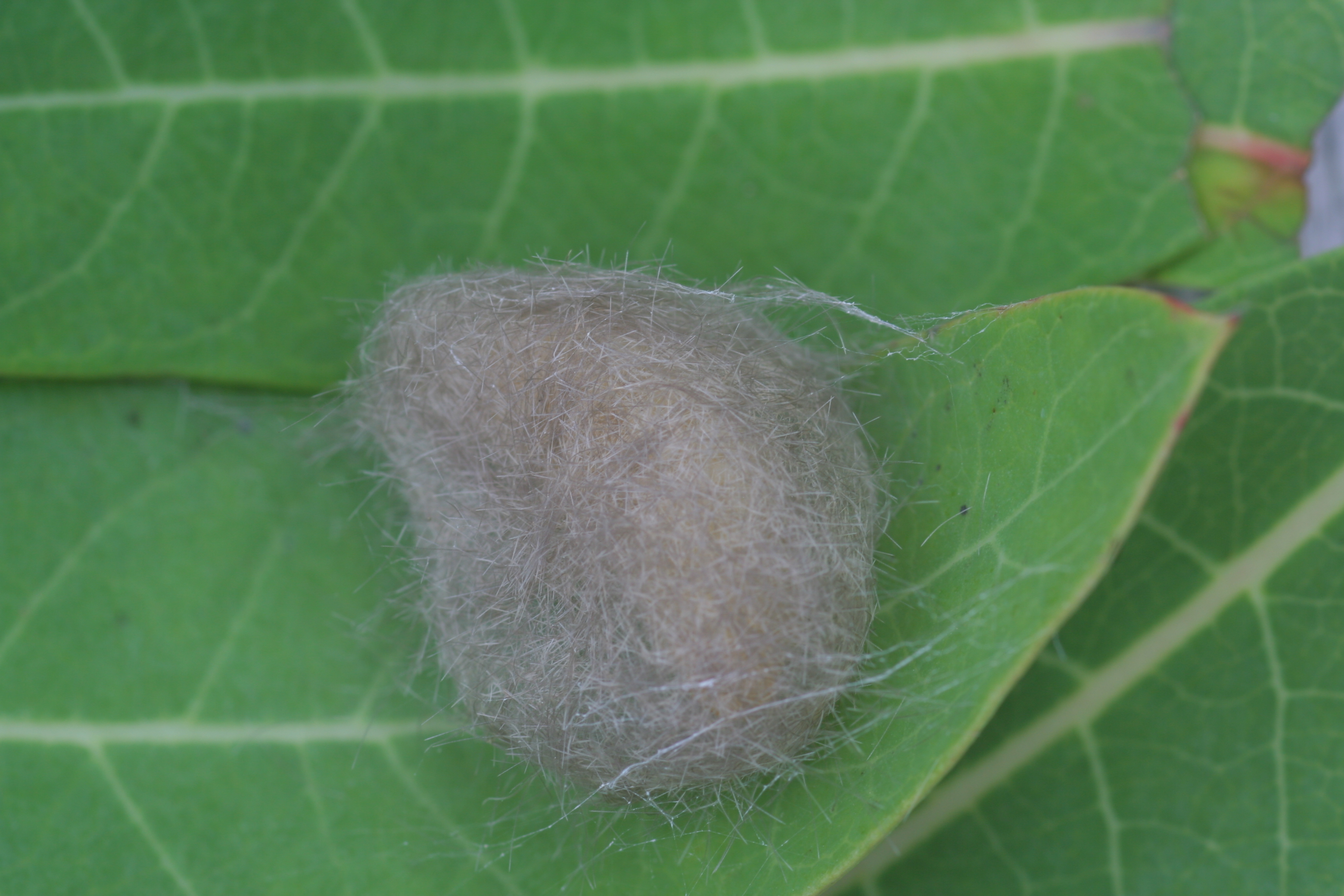
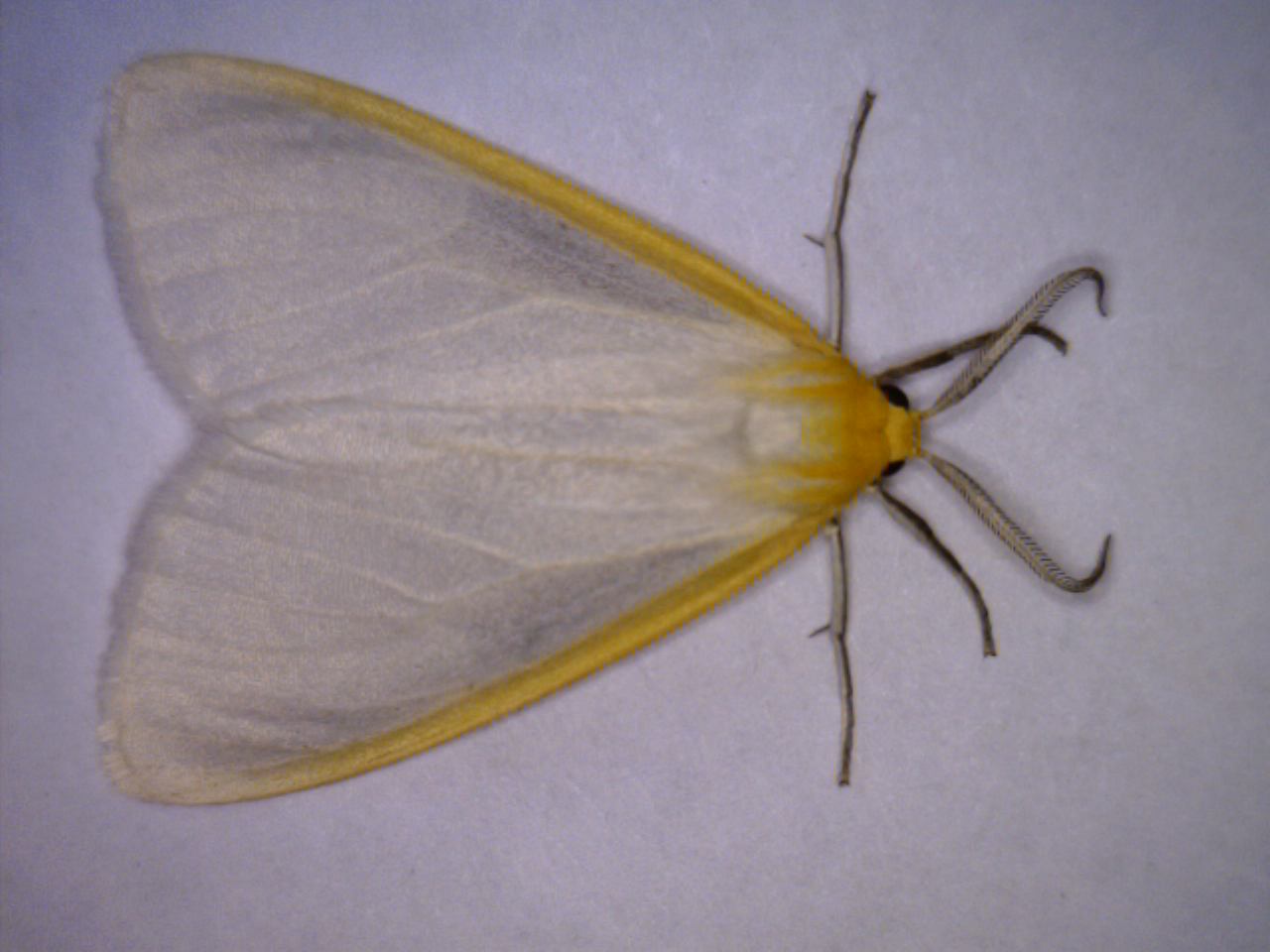

- Tập tin:Tập